# Liste der Kulturdenkmäler in Birkweiler
In der Liste der Kulturdenkmäler in Birkweiler sind alle Kulturdenkmäler der rheinland-pfälzischen Ortsgemeinde Birkweiler aufgeführt. Grundlage ist die Denkmalliste des Landes Rheinland-Pfalz (Stand: 14. August 2023).

## Denkmalzonen
| Bezeichnung                      | Lage | Baujahr                 | Beschreibung | Bild            |
| -------------------------------- | --- | ----------------------- | --- | --------------- |
| Denkmalzone Ortskern             | Alte Kirchstr. 1, 5, 7, 2–16; Am Mandelberg; Eichplatz; Hauptstraße 7–33, 8–40; Herrenberger Str. 1–13, 2–12; Kirchstraße 1–7, 2–8 Lage | 16. bis 20. Jahrhundert | geschlossene historische Bebauung, oft eingeschossig mit Hochkeller, häufig auch Fachwerk und Krüppelwalmdächer; das Straßenbild außerdem geprägt von den meist rundbogigen Toranlagen, 16. bis 20. Jahrhundert                              | Fotos hochladen |
| Denkmalzone Albersweilerer Kanal | am nordöstlichen Ortsrand zwischen Kanalweg und Weinstraße (L 507) Lage                                                                 | 1687/88                 | 1687/88 von den Franzosen als Transportkanal zwischen den Steinbrüchen bei Albersweiler und der Festung Landau sowie zur Wasserversorgung der Stadt angelegt; im späten 18. Jahrhundert aufgegeben; innerhalb der Ortslage Schleusenbauwerke | Fotos hochladen |

## Einzeldenkmäler
| Bezeichnung                         | Lage                               | Baujahr                    | Beschreibung | Bild                           |
| ----------------------------------- | ---------------------------------- | -------------------------- | --- | ------------------------------ |
| Hofanlage                           | Alte Kirchstraße 1 Lage            | 1764                       | barocker Hakenhof, bezeichnet 1764; eingeschossiger Krüppelwalmdachbau über Hochkeller, bezeichnet 1763; städtebaulich wichtig                                                                                        | Fotos hochladen                |
| Wohnhaus                            | Alte Kirchstraße 6 Lage            | 1599                       | Renaissance-Fachwerkhaus, teilweise massiv, bezeichnet 1599 | Fotos hochladen                |
| Bildstock                           | Am Daschberg Lage                  | 1920er Jahre               | Bildstock, wohl aus den 1920er Jahren | Fotos hochladen                |
| Katholische Kirche St. Bartholomäus | Am Daschberg 1 Lage                | 1896                       | neugotischer Saalbau, Sandsteinquader, 1896 | weitere Bilder Fotos hochladen |
| Hofanlage                           | Eichplatz 2 Lage                   | 16. bis 19. Jahrhundert    | Hofanlage, 16. bis 19. Jahrhundert; eingeschossiges Wohnhaus über Hochkeller, Wirtschaftstrakt einfirstanlagenartig anschließend, Torbogen                                                                            | Fotos hochladen                |
| Hofanlage                           | Eichplatz 3 Lage                   | um 1600                    | Hofanlage; massives Wohnhaus, im Kern um 1600, im 18. Jahrhundert überformt, Wirtschaftstrakt einfirstanlagenartig anschließend                                                                                       | Fotos hochladen                |
| Spolie                              | Hauptstraße, an Nr. 3 Lage         | 1581                       | ehemaliger Schlussstein, bezeichnet 1581 | Fotos hochladen                |
| Wohnhaus                            | Hauptstraße 5 Lage                 | 1601                       | eingeschossiges Renaissance-Fachwerkhaus über Hochkeller, Krüppelwalmdach, bezeichnet 1601 und 1604 | Fotos hochladen                |
| Wohnhaus                            | Hauptstraße 6 Lage                 | Mitte des 18. Jahrhunderts | stattlicher barocker Winkelbau, Walm- bzw. Krüppelwalmdach, Mitte des 18. Jahrhunderts | Fotos hochladen                |
| Hofanlage                           | Hauptstraße 11 Lage                | 16. bis 19. Jahrhundert    | Hofanlage, 16. bis 19. Jahrhundert; eingeschossiges Wohnhaus über Hochkeller, wohl aus dem 18. Jahrhundert, Renaissance-Torbogen mit Nebenpforte, bezeichnet 1599                                                     | Fotos hochladen                |
| Hofanlage                           | Hauptstraße 14 Lage                | 18. Jahrhundert            | barocke Hofanlage, 18. Jahrhundert; eingeschossiges Fachwerkhaus über Hochkeller, bezeichnet 1781, Torbogen mit Nebenpforte, bezeichnet 1828/1750; Hinterhaus mit Holzgalerie, Kellerabgänge bezeichnet 1747 und 1770 | weitere Bilder Fotos hochladen |
| Hofanlage                           | Hauptstraße 16 Lage                | 1747                       | Hofanlage; barocker Krüppelwalmdachbau, bezeichnet 1747 (Bild) | Fotos hochladen                |
| Portal und Spolie                   | Hauptstraße, an Nr. 17 Lage        | 1733                       | Torbogen-Schlussstein, bezeichnet 1733; barockes Portal, bezeichnet 1733 (Bild) | Fotos hochladen                |
| Laurentiushof                       | Hauptstraße 21 Lage                | 1721                       | Hofanlage; eingeschossiges barockes Fachwerkhaus über Hochkeller, bezeichnet 1721 | weitere Bilder Fotos hochladen |
| Wohnhaus                            | Hauptstraße 27 Lage                | 1599                       | Fachwerkhaus, verputzt, Krüppelwalmdach, bezeichnet 1599 | Fotos hochladen                |
| Hofanlage                           | Hauptstraße 31 Lage                | 18. Jahrhundert            | barocke Hofanlage, 18. Jahrhundert; eingeschossiger Krüppelwalmdachbau über Hochkeller, bezeichnet 1750 (Bild) | Fotos hochladen                |
| Kellerbogen                         | Herrenberger Straße, an Nr. 3 Lage | 1501                       | Kellerbogen, bezeichnet 1501 | Fotos hochladen                |
| Hofanlage                           | Herrenberger Straße 13 Lage        | 1689                       | Hofanlage; barocker Fachwerkbau, bezeichnet 1689 und 1731 | Fotos hochladen                |
| Protestantische Kirche              | Kirchstraße 9 Lage                 | 1870                       | neugotischer Saalbau, Rotsandsteinquader, bezeichnet 1870 | weitere Bilder Fotos hochladen |
| Schulhaus                           | Weinstraße 32 Lage                 | 1909                       | ehemalige Schule mit Lehrerwohnungen; Sandsteinquaderbau, Krüppelwalmdach, Heimatstil, bezeichnet 1909 | Fotos hochladen                |